# Tramvajová doprava v Tbilisi

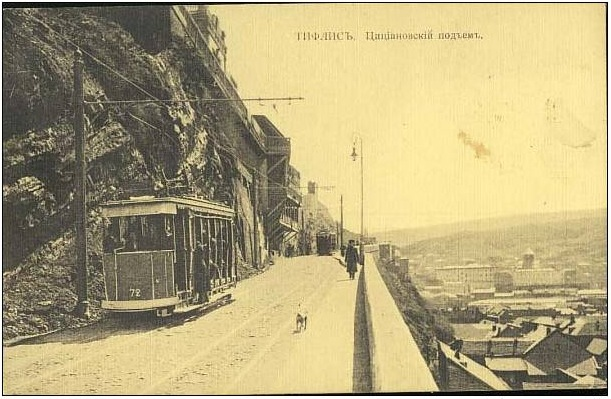
Tbiliská elektrická tramvaj na začátku 20. století

Tramvajová doprava tvořila v Tbilisi významnou část zdejší MHD. Doplňovala metro a další druhy dopravy. Její dějiny začaly v roce 1883, tramvajový provoz pak zanikl roku 2006.

## Historie
Na sklonku 19. století, podobně jako v dalších jiných městech tehdejšího Ruského impéria, byla v Tbilisi zřízena koňka. Na rozdíl od jiných měst, kde se uplatnil rozchod kolejí buď 1000 mm nebo 1524 mm, zde byl použit ještě užší – jen 914 mm. Koňka se rozvíjela tehdy úspěšně, stavěly se nové tratě.
Rychlý rozvoj elektrických tramvají na počátku století dvacátého však znamenal pro koňskou tramvaj zánik (zrušena byla definitivně v roce 1910). Zastupitelstvo města rozhodlo o vybudování další sítě, tentokrát elektrické. Na stavbě první trasy pracovala belgická firma, jezdilo se od 25. prosince 1904. Tbilisi se tak stalo třináctým městem v Rusku, kde byl zřízen tento druh dopravy. Elektrické tramvaje jezdily na kolejích o rozchodu 1000 mm.
A právě tento rozchod se stal časem nevhodným, tudíž bylo rozhodnuto o jeho změně. Roku 1933, v období všeobecného meziválečného rozvoje, začaly práce na přestavbu na standardních 1524 mm. Některé úseky s původními kolejemi zůstaly v provozu až do roku 1942.
V době poválečné se i nadále tramvajová síť rozšiřovala. V 60. a 70. letech její délka dosáhla 105 km, v provozu bylo až 300 tramvajových vozů. Jezdily jednak tramvaje typu RVZ-6 z Rižské vagónky, jednak i ruské velmi rozšířené KTM-5. V roce 1960 přispěl čtyřmi vlastními originálními tramvajemi i dopravce.
Po tomto období nastal úpadek tramvajové dopravy; rozvoj metra a horšící se ekonomická úroveň celého SSSR způsobila, že již nemohly být na dopravu vynaloženy potřebné finanční prostředky. Tato situace pokračovala i po roce 1991, kdy došlo k dalšímu zhoršení. 30. listopadu 2006 pak zástupce starosty města Georgij Meladze oznámil budoucí rušení sítě jak tramvajové, tak i trolejbusové. 4. prosince 2006 tak byl provoz ukončen.